# Jorge Cordero Sánchez
Jorge Cordero Sánchez (Cartagena, Región de Murcia, España, 4 de junio de 1977) es un exfutbolista que jugó de defensa y actualmente forma parte de la dirección deportiva del Cádiz CF de la Primera División de España. Es hermano de los también directores deportivos Pedro Cordero y Juan Carlos Cordero.

## Trayectoria

### Como jugador
Como futbolista llegó a ser jugador del Valencia Club de Fútbol Mestalla, Valencia Club de Fútbol Mestalla, Cartagonova Club de Fútbol, Elche CF y RCD Mallorca B, todos ellos en la Segunda División B de España. 
Siendo jugador del filial mallorquín, llegó a jugar dos partidos en Primera División en las filas del RCD Mallorca. Más tarde, pasaría por el C. F. Ciudad de Murcia y Xerez Deportivo, ambos en Segunda División.

### Como director deportivo
Tras poner fin a su etapa como jugador en 2005, debido a una lesión de rodilla a los 28 años, trabajaría en la secretaría técnica del CF Ciudad de Murcia durante varias temporadas.
En 2009, llegaría a Granada CF de la mano de Quique Pina, para formar parte de la secretaría técnica del conjunto andaluz, a las órdenes de su hermano Juan Carlos Cordero, donde se encargaría del fútbol base y la obtención de recursos económicos con gestiones comerciales.
El 21 de julio de 2014, firma como director deportivo del Cádiz CF.
El 14 de junio de 2017, se convierte en director deportivo del Elche CF.
En agosto de 2019, regresa a la dirección deportiva del Cádiz CF, integrándose en la dirección deportiva junto a Óscar Arias Suárez, realizando labores de captación de talentos.
En enero de 2021, tras la marcha de Óscar Arias Suárez, el presidente del Cádiz CF, Manuel Vizcaíno, dejó desierto el cargo de director deportivo y depositó su confianza en Enrique Ortiz y Jorge como responsable de 'scouting' para que entre ambos se hicieran cargo de la confección del equipo.

## Clubes

### Como jugador
| Club                             | País   | Año       |
| -------------------------------- | ------ | --------- |
| Valencia Club de Fútbol Mestalla | España | 1997-1998 |
| Cartagonova Club de Fútbol       | España | 1998-1999 |
| Elche CF                         | España | 1998-1999 |
| RCD Mallorca B                   | España | 1999-2001 |
| RCD Mallorca                     | España | 2000-2001 |
| C. F. Ciudad de Murcia           | España | 2001-2004 |
| Xerez Club Deportivo             | España | 2004-2005 |

### Como director deportivo
| Club                                        | País   | Año             |
| ------------------------------------------- | ------ | --------------- |
| C. F. Ciudad de Murcia (Secretaría Técnica) | España | 2005-2007       |
| Granada CF (Secretaría Técnica)             | España | 2009-2014       |
| Cádiz CF                                    | España | 2014-2017       |
| Elche CF                                    | España | 2017-2019       |
| Cádiz CF                                    | España | 2019-Actualidad |